# Titan (U-Boot)
Die Titan, ursprünglich Cyclops 2 genannt, war ein Tiefsee-Tauchboot des US-amerikanischen Unternehmens OceanGate. Ab 2021 wurde es unter anderem für Tauchfahrten zum Wrack des 1912 gesunkenen Transatlantikliners Titanic eingesetzt. Während einer Fahrt zum Wrack am 18. Juni 2023 implodierte die Titan, wobei alle fünf Personen an Bord des U-Bootes ums Leben kamen. Das Wrack der Titan wurde am 22. Juni 2023 in etwa 3778 m Tiefe auf dem Meeresgrund liegend gefunden. 

## Beschreibung
Der Mittelteil des Druckkörpers des Tauchboots bestand aus einem zylindrischen Rohr aus kohlenstofffaserverstärktem Kunststoff, dessen Wanddicke 127 mm (5 Zoll) betrug und aus 800 Faserlagen gefertigt wurde. Zwei Halbkugeln aus Titan schlossen über Passringe, ebenfalls aus Titan, das Rohr. In die vordere Halbkugel war axial ein Bullauge eingebaut, die hintere war mit einer nach hinten/oben spitz zulaufenden Stromlinienverkleidung versehen, unter der sich auch ein Sauerstofftank und Elektronik befanden. Das Plexiglas des Bullauges mit 15 Zoll (381 mm) Durchmesser war in ein trichterförmiges Metallteil gefasst. Dieser Rahmen war mit 16 Schrauben frontal an eine kreisringförmige Passfläche geschraubt. Dieses Bullauge war das einzige Beobachtungsfenster. Zum Ein- und Ausstieg wurde die an einem Scharniergelenk befestigte vordere Halbkugel weggeschwenkt.

Schemadarstellung der Titan

Vier Propeller trieben das Boot an. Sie waren direkt an je einem schlanken Elektromotor montiert und mit einem kortdüsenähnlichen Ring umgeben. Zwei davon waren feststehend längs der Bootsachse orientiert und vorne seitlich unten am Zylinder des Druckkörpers montiert, zwei waren seitlich oben etwas hinter der halben Länge des Zylinders montiert und ungefähr vertikal orientiert.
Für den Aufstieg gab es drei unabhängige Auftriebsarten: Die Elektromotoren, das Ausblasen von Ballasttanks und das Ausklinken von Abtriebsgewichten, was auch bei völligem Stromausfall eingeleitet werden konnte.
Samt dem seitlich überstehenden Antrieb hatte das Tauchboot eine Länge von 6,70 Meter, war etwa 2,80 Meter breit (Innendurchmesser 1,42 Meter), 2,50 Meter hoch und hatte eine Masse von 9525 Kilogramm. Das Tauchboot musste von einem Mutterschiff zum Ort des Tauchgangs transportiert werden. Laut Hersteller erreichte es eine Geschwindigkeit von drei Knoten. Das speziell für die Tiefsee konzipierte Tauchboot konnte Tiefen von bis zu 4000 Metern erreichen und bot Platz für maximal fünf Personen.

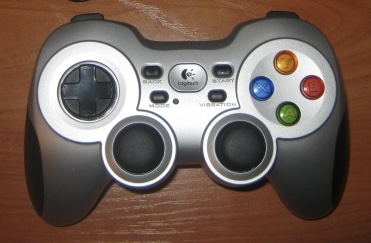
Ein kabelloser Logitech-F710-Gamecontroller. Eine modifizierte Version wurde verwendet, um die Titan zu steuern

Die Titan war für die Navigation zum Ziel auf Unterstützung durch das Begleitschiff angewiesen, das den Kurs der Titan überwachte und Kurskorrekturen mitteilte. Dazu war das Boot mit einem Transponder ausgestattet, der dem Begleitschiff die Lokalisierung ermöglichte. Da Radiowellen unter Wasser zu stark gedämpft werden und deshalb ungeeignet sind, lief die Kommunikation und Koordination zwischen Begleitschiff und Titan über akustische Unterwassertelefonie – das heißt, kurze Textnachrichten wurden in akustische Signale umgewandelt und nach Übertragung zurückübersetzt. Für die Steuerung der Titan wurde eine modifizierte Version eines handelsüblichen Logitech G F710 (ein kabelloser Gamecontroller) eingesetzt.
Im Bug des Boots befand sich eine einfache Bordtoilette.
Die Titan war von keiner Prüfstelle zertifiziert. Das auf internationalen Gewässern geltende Seerecht schreibt eine derartige Prüfung nicht vor.

## Geschichte

### Entstehung
Der Hersteller von Faserverbundbauteilen Spencer Composites hatte bereits die Spezifikationen für den DeepFlight Challenger entwickelt und erhielt von OceanGate den Auftrag, ein U-Boot für eine maximale Tauchtiefe von 4000 m zu entwickeln. In dieser Wassertiefe herrscht ein hydrostatischer Druck von rund 400 bar, der als Außendruck auf das Boot wirkt, da im Inneren des Boots lediglich ungefähr Atmosphärendruck herrscht. Für einen Sicherheitsfaktor von 2,25 wurde eine Wanddicke von 114 mm als ausreichend errechnet. Die Titan hatte eine 5 Zoll (127 mm) dicke Außenhülle.
Der Rumpf wurde dementsprechend aus 480 Lagen von unidirektionalen Prepreg-Kohlenstofffaser/Epoxidharz-Gelegen in axialer Richtung und nass in Epoxidharz gewickelten Kohlenstofffasern in Umfangsrichtung hergestellt. Anschließend wurde der Zylinder in Folie verpackt und sieben Tage lang in einem Autoklaven bei 137 °C ausgehärtet. Der Rumpfzylinder hatte keinerlei Durchbrüche. Der Rumpf war mit einem akustisch arbeitenden System zur Überwachung der strukturellen Integrität ausgestattet, Oceangate hatte im Jahre 2018 hierzu ein Patent angemeldet.
2016 wurde ein Modell des Tauchbootes im Maßstab 1:3 gebaut, das vier Drucktests unterzogen wurde. Basierend auf den Ergebnissen dieser Tests wurde die Titan konstruiert und gebaut. Erste bemannte Tauchfahrten fanden 2018 im Puget Sound, einer Bucht an der Nordwestküste des US-Bundesstaats Washington, statt. Im Juni 2018 folgte dann eine Reihe von unbemannten Tauchgängen in bis zu 4000 m Tiefe, um die Festigkeit des Druckkörpers zu testen. Von Juli bis Dezember wurden vor den Bahamas bemannte Testtauchgänge in sukzessive größeren Tiefen absolviert, und am 10. Dezember 2018 erfolgte der erste bemannte Tauchgang auf 4000 m Tiefe, bei dem das Tauchboot von Unternehmensgründer Stockton Rush gesteuert wurde. Im Januar 2020 gab Rush in einem Interview bekannt, dass an der Titan Anzeichen von Materialermüdung erkannt wurden und ihre maximale Tauchtiefe deshalb auf 3000 m reduziert wurde, nicht tief genug für die geplanten Fahrten zur Titanic. 2020 und 2021 wurde die Hülle der Titan durch zwei in der Luft- und Raumfahrtindustrie tätige Unternehmen entweder repariert oder umgebaut.

### Einsätze
Die Titan wurde laut Betreiber für wissenschaftliche Erkundungen, Datenerhebung, Medienproduktionen und Tiefseetests, aber auch für touristische Zwecke wie Tauchgänge zur Titanic eingesetzt. So wurden von OceanGate ab dem Jahr 2021 etwa 60 Privatkunden und 15 bis 20 Wissenschaftler zur Titanic gebracht. Darunter waren der deutsche Informatiker Alexander Waibel und der niederbayerische Unternehmer Arthur Loibl.

### Implosion
Die Titan traf am frühen Sonntagmorgen des 18. Juni 2023 mit ihrem Mutterschiff Polar Prince, einem ehemaligen Eisbrecher der kanadischen Küstenwache (CCG), an der Unglücksstelle der Titanic ein. Sie begann ihren Tauchgang zum Wrack gegen 4 Uhr morgens Ortszeit UTC−3:30, dabei wurde sie vom OceanGate-CEO Stockton Rush gesteuert. Bei diesem Tauchgang ist die Titan implodiert, wobei alle Insassen ums Leben kamen. Der Kontakt zum U-Boot brach nach etwa einer Stunde und 45 Minuten ab. Die Signale zur Lokalisierung und die Kommunikation rissen gleichzeitig ab. Zunächst war die Ursache für den Kontaktverlust noch unklar. Normalerweise brauchte die Titan für den Abstieg zur Titanic, die in einer Tiefe von etwa 3.800 Meter liegt, rund drei Stunden. Für einen Tauchgang (Abstieg, Erkundung, Aufstieg) waren in der Regel acht Stunden eingeplant.
Von den fünf Insassen waren drei Touristen, die von der Firma als mission specialists („Einsatzfachleute“) bezeichnet wurden und jeweils 250.000 US-Dollar für die Expedition zum Wrack bezahlt hatten. Die Titan sollte über Sauerstoffreserven für 92 bis 96 Stunden verfügen. Die Atemluft an Bord der Titan wäre demnach am 22. Juni 2023 gegen Mittag UTC aufgebraucht gewesen, wenn der Kontaktverlust andere Ursachen gehabt hätte. Auch an der Wasseroberfläche wäre man auf diese begrenzten Sauerstoffreserven angewiesen gewesen, denn es war nicht möglich, den Druckkörper der Titan von innen zu öffnen.

#### Personen an Bord
- Stockton Rush (1962–2023), US-amerikanischer Gründer des Unternehmens OceanGate. Wendy Rush, seine Ehefrau, ist die Ururenkelin von Isidor und Ida Straus, zwei der prominentesten Opfer des Schiffsuntergangs der Titanic.[35]
- Paul-Henry Nargeolet (1946–2023), französischer Tiefseeforscher und Titanic-Experte
- Hamish Harding (1964–2023), britischer Luftfahrtunternehmer und Milliardär
- Shahzada Dawood (1975–2023), pakistanisch-britischer Geschäftsmann, Inhaber der Dawood Hercules Corporation
- Suleman Dawood (2004–2023), Sohn von Shahzada Dawood und der Deutschen Christine Dawood

### Such- und Rettungsbemühungen

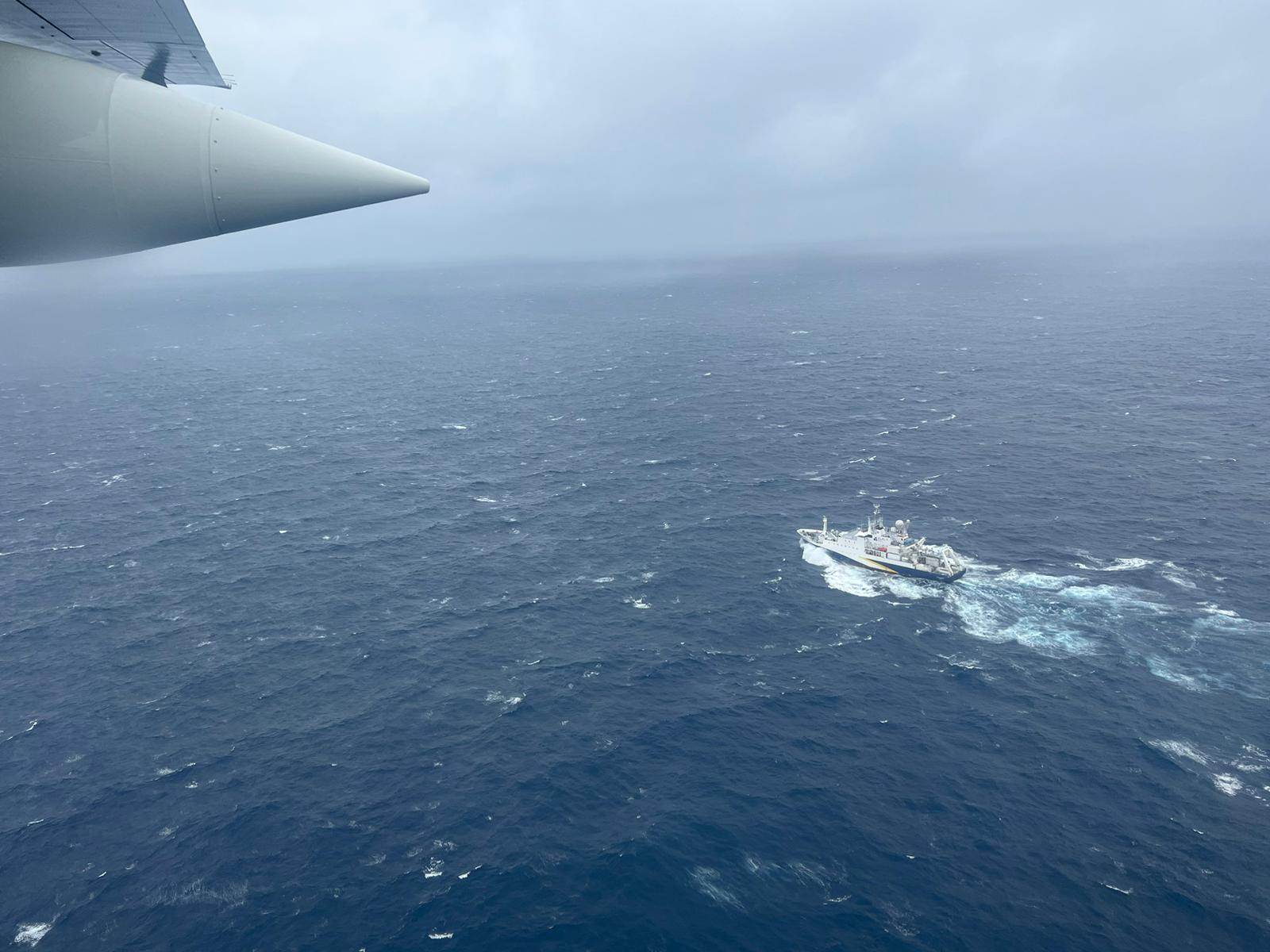
Eine HC-130 der US Coast Guard beim Überfliegen des französischen Forschungsschiffes L’Atalante

Bereits am 18. Juni, dem Tag des Verschwindens, registrierte die US Navy im Tauchgebiet der Titan ein Geräusch, das dem einer Implosion entsprach, und benachrichtigte die Rettungskräfte. Die Detektion einer möglichen Implosion wurde jedoch erst am 23. Juni öffentlich bekannt. Neben der kanadischen Küstenwache (CCG) waren die US Coast Guard, die US Navy, die Royal Canadian Air Force und die US Air National Guard an Such- und Rettungsbemühungen beteiligt. Für die Suche wurden mehrere Seefernaufklärer (darunter drei C-130 und eine P-8 Poseidon) und Sonobojen eingesetzt. Zudem gaben weitere Regierungen und Unternehmen ihre Hilfe bei der Suche bekannt. Am 20. Juni traf das von TechnipFMC betriebene Rohrverlegeschiff Deep Energy mit zwei fernsteuerbaren Unterwasserfahrzeugen (ROVs) vor Ort ein. Ein als Flyaway Deep Ocean Salvage System (FADOSS) bezeichnetes Schiffshebesystem der US-Marine sollte für einen etwaigen Einsatz vorbereitet werden. Die US-Küstenwache berichtete, dass weitere Schiffe und ROVs unterwegs seien, um bei der Suche zu helfen, darunter die Schiffe der kanadischen Küstenwache (CCGS) John Cabot, Ann Harvey, Terry Fox sowie Atlantic Merlin (mit ROV), zusätzlich die Horizon Arctic, die Skandi Vinland (mit ROV), das französische Forschungsschiff L’Atalante (mit Victor 6000) und HMCS Glace Bay. Die Glace Bay verfügt über eine mobile Dekompressionskammer.
Ebenfalls am 20. Juni detektierten Suchteams nicht identifizier- und ortbare Unterwassergeräusche, die nach Angaben der US-Küstenwache jedoch auch von dem Titanic-Schiffswrack selbst stammen konnten. Am Folgetag wurden diese Unterwassergeräusche, die als Klopfgeräusche beschrieben wurden, erneut vernommen.
Spätestens am 22. Juni 2023 wurde die Größe des Suchgebiets verdoppelt. Zwischenzeitlich wurde auch das technische Equipment, das zur Suche des Tauchboots eingesetzt wurde, erweitert. So wurde vom Flughafen Jersey ein ferngesteuertes Unterwasserfahrzeug namens Juliet eingeflogen, das in eine Tiefe von bis zu 6000 Metern tauchen kann und bereits im Sommer des Vorjahres für gut 200 Stunden am Wrack der Titanic eingesetzt worden war, um Fotos für 3D-Scans bereitzustellen.

### Trümmerfund und Bergung

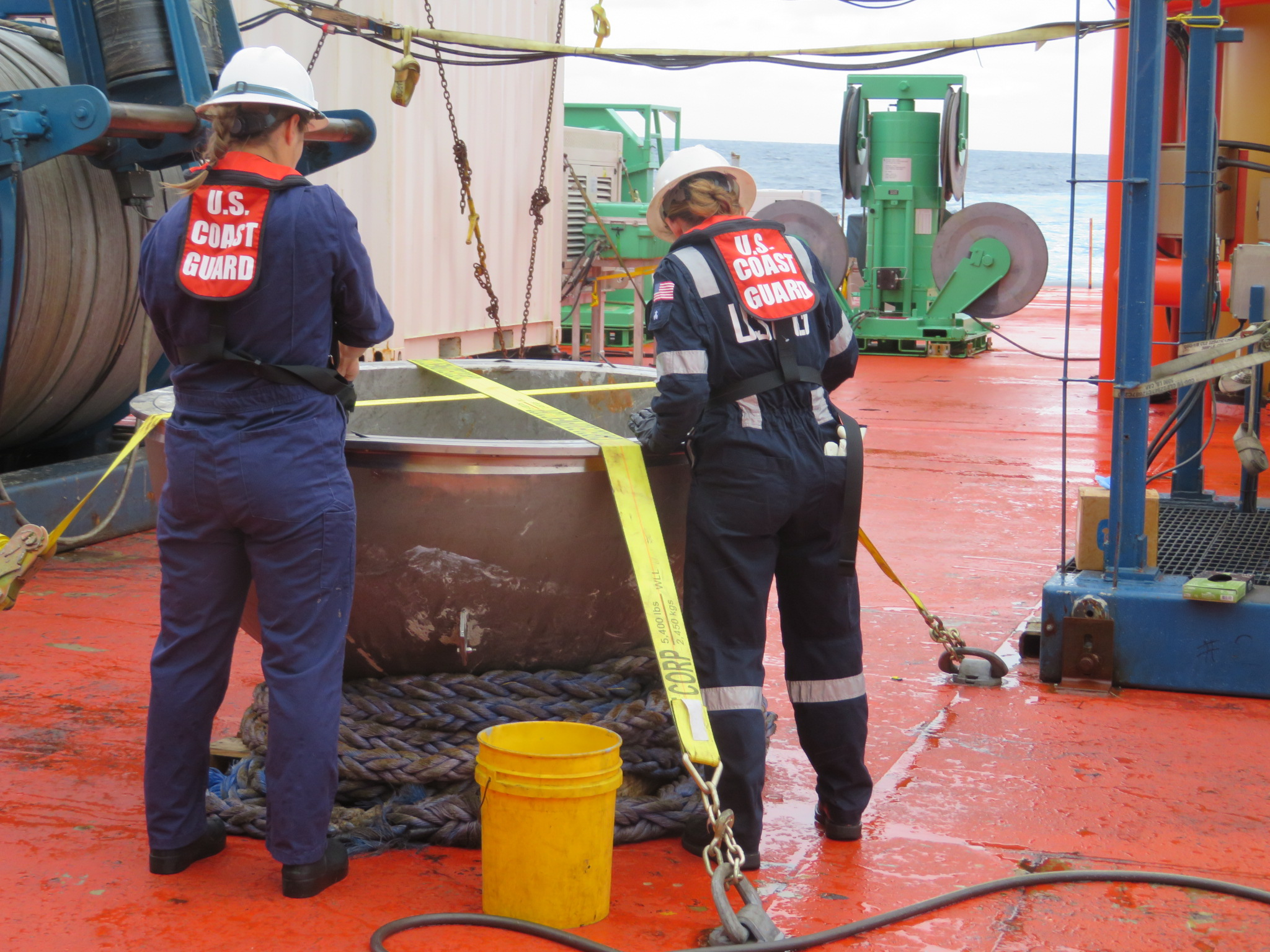
US-Coast-Guard-Fachleute inspizieren am 4. Oktober 2023 die aus dem Trümmerfeld geborgene hintere Halbkugel des Druckkörpers

Nachdem die von Experten errechnete Zeit bis zum Verbrauch der Sauerstoffvorräte an Bord abgelaufen war, wurde am 22. Juni 2023 kurz vor 18:00 Uhr GMT bekannt, dass im Suchgebiet von einem von der Horizon Arctic aus eingesetzten ROV ein Trümmerfeld mit Teilen, die von der Titan stammen könnten, entdeckt worden war. Die US-Küstenwache bestätigte noch am selben Tag, dass es sich bei etwa 500 Meter vom Bug der Titanic entfernt liegenden Trümmern tatsächlich um Teile der Titan handelte und dass eine Implosion der Titan stattgefunden hatte; Teile des Druckkörpers der Titan seien unter den Trümmern. Sowohl die Küstenwache als auch der Betreiber OceanGate gingen damit vom Tod aller Insassen aus. OceanGate gab eine Erklärung zum Tod der Menschen an Bord ab.
Außer den Trümmern wurden vom ROV auch menschliche Überreste geborgen. Sie wurden von der Horizon Arctic am 28. Juni zur weiteren Untersuchung nach St. John’s gebracht. Die US-Küstenwache will die gefundenen Trümmerteile des Tauchboots untersuchen und die menschlichen Überreste analysieren.
Am 4. Oktober 2023 wurden weitere Teile des Bootes, darunter die hintere Halbkugel des Druckkörpers, und menschliche Überreste geborgen.

### Untersuchung
Die Küstenwache der Vereinigten Staaten von Amerika (U.S. Coast Guard Marine Board of Investigation) untersuchte gemeinsam mit in- und ausländischen Partnern, welche Ursachen zur Implosion der Titan geführt haben. Ursprünglich war vorgesehen, den Bericht in einem Jahr fertigzustellen. Am 5. August 2025 wurde der Untersuchungsbericht veröffentlicht. Dieser sah schwere Fehler bei der Betreiberfirma OceanGate und bemängelte unter anderem Konstruktions- und Testverfahren.

### Reaktionen
Bei der Diskussion über das Ausmaß der Such- und Rettungsmaßnahmen äußerte sich Sean Leet, Mitbegründer und Vorsitzender von Horizon Maritime Services, dem Unternehmen, das die Polar Prince betreibt, wie folgt: „Ich bin seit meiner Jugend in der Schifffahrtsbranche tätig und habe viele verschiedene Situationen erlebt, aber ich habe noch nie gesehen, dass sich Ausrüstung dieser Art so schnell bewegen lässt. […] Die Reaktion der US-Küstenwache, des US-Militärs, der Leute am Flughafen, der hier ansässigen Menschen und verschiedener Unternehmen, die an der Mobilisierung dieser Ausrüstung beteiligt waren, […] es wurde alles tadellos durchgeführt.“
Das Ausmaß der Such- und Rettungsbemühungen und die breite Medienberichterstattung im Vergleich zum Schiffsunglück vor Pylos 2023 haben Kritik ausgelöst. Ishaan Tharoor von der Washington Post merkte an, dass pakistanische Internetnutzer die pakistanischen Opfer in beiden Fällen verglichen und gegenüberstellten. Die Suchaktion nach den fünf Personen in der Titan hat wahrscheinlich Millionen von Dollar an öffentlichen Mitteln gekostet. Die Kritik lautete daher, dass der betriebene finanzielle Aufwand für fünf Personen nicht gerechtfertigt werden kann, wenn andererseits bei der Messenien-Katastrophe weniger Aufwand betrieben wurde, obwohl es sich um ein Fischerboot mit geschätzten 400 bis 750 Migranten handelte. Bei dieser Katastrophe sind fast 100 Menschen bestätigt gestorben, weitere 100 konnten gerettet werden und mehrere hundert werden noch vermisst.
James Cameron, der Regisseur des Films Titanic von 1997 und selbst Besucher des Wracks, bezeichnete die Ähnlichkeit zwischen der Implosion des Tauchboots und den Ereignissen, die zur Titanic-Katastrophe führten, als tragisch. In beiden Fällen seien Warnungen missachtet worden. Er kritisierte die Wahl des Kohlenstofffaser-Verbundwerkstoffs für den Druckbehälter und wies darauf hin, dass ein solches Material bei den immensen Tiefenkräften „keine Druckfestigkeit“ habe. Er kritisierte auch das Echtzeit-Monitoring des U-Boot-Rumpfes durch Rush als unzureichende Lösung, die einer Implosion wenig entgegenzusetzen hätte.

#### Internet-Kultur und Memes
Das Tauchboot wurde in den sozialen Medien wie TikTok stark diskutiert, was viele Internet-Memes hervorgebracht hat. Der Spott der Nutzer konzentrierte sich primär auf die Ausstattung des Tauchboots, z. B. den Einsatz eines Gamecontrollers als Steuereinheit, die Sinnlosigkeit des Ausflugs in Anbetracht der Folgen und die selbst verschuldete Lage der Milliardäre an Bord einer so teuren Expedition.
Das Horrorspiel Iron Lung aus dem Jahr 2022, in dem die Spieler ein beengtes U-Boot in einem fremden Ozean steuern, erlebte einen Popularitätsschub und Erwähnung in mehreren Internet-Memes, da die Spieler Vergleiche zwischen der Titan und der Absurdität der Spielhandlung zogen, insbesondere der Verwendung von Videospielcontrollern und der Tatsache, dass die Titan, einmal verschlossen, von innen nicht geöffnet werden konnte.

## Kritik
Bereits vor dem Unglück hatte es Kritik an der Betreiberfirma gegeben, da ihr U-Boot von keiner Klassifikationsgesellschaft eingestuft worden war. Im Jahr 2018 äußerten Experten aus Tauchbootindustrie sowie Tiefsee- und Meeresforscher in einem Brief an den CEO von OceanGate, Stockton Rush, Bedenken an der Entwicklung des U-Boots. Darin wurde auch die Kontrolle des Vorhabens durch unabhängige Prüfstellen gefordert. Der Forderung kam das Unternehmen mit Verweis auf eine zu lange Wartezeit nicht nach. Außerdem wurde bekannt, dass das Arbeitsverhältnis des technisch verantwortlichen Entwicklers David Lochridge gekündigt wurde, nachdem dieser öffentlich auf technische Defizite hingewiesen hatte. Er hatte sich vor allem darüber besorgt geäußert, dass die CFK-Hülle und die Verklebungen nicht auf Delamination, Gaseinschlüsse und etwaige Versprödungen gescannt wurden. Von OceanGate sei ihm wiederholt mitgeteilt worden, dass es kein Gerät für eine solche Untersuchung gebe und man stattdessen ein akustisches Überwachungssystem einsetze. Lochridge schrieb, dass die akustischen Sensoren seiner Ansicht nach keine ausreichende Sicherheit gewährleisteten, da sie Fehler nicht vorzeitig anzeigen und möglicherweise nur Millisekunden vor dem Implodieren des Rumpfes ein Signal auslösten. Weiter hatte er bemängelt, dass das Aussichtsfenster nur bis 1300 m Tiefe zertifiziert sei und der Rumpf nicht klassifiziert war. Lochridge war nach seiner Entlassung von OceanGate wegen Veröffentlichung von Betriebsgeheimnissen verklagt worden, worauf er mit einer Gegenklage reagierte. Die Angelegenheit wurde mit einem Vergleich beigelegt.
Der CEO von OceanGate, Stockton Rush, verfolgte nach eigenem Bekunden mit seiner Firma futuristische Visionen und erklärte, dass er, entgegen der in dieser Branche üblichen Praktiken, keine „50-jährigen Weißen“ in seinem Unternehmen anstellen wolle und auch auf die Mitarbeit von Personen mit militärischer U-Boot-Erfahrung keinen Wert lege. Stattdessen wolle er ein Team von begeisterungsfähigen Twens aufbauen, da „jeder das Tauchboot mit einem Gamecontroller steuern“ könne.
Laut einem ehemaligen Passagier, der an vier Tauchgängen der Titan teilnahm, habe es bei jedem dieser Tauchgänge Probleme mit der Kommunikation mit dem Begleitschiff gegeben. Bei einer Fahrt im Jahr 2021 führte ein Problem mit der Batterie des U-Boots zu einem Missionsabbruch.
Der Journalist David Pogue von CBS News, der im Jahr vor dem Unglück die gleiche Tauchfahrt mit der Titan unternommen hatte, sagte in einem Bericht, der mehrere Monate vor dem Unglück veröffentlicht wurde, dass einige Teile des U-Boots aus handelsüblichen Baumarktteilen gefertigt worden seien und improvisiert wirkten. So würde das U-Boot mit einem Controller, der starke Ähnlichkeiten mit dem einer Xbox habe, navigiert. Er verglich dahingehend die Bauweise, in Anlehnung an die Fernsehserie MacGyver, als eine „tüftlerische Bastelei“. Zudem mussten die Fahrgäste vor dem Tauchgang einen Haftungsausschluss unterzeichnen, in dem darauf hingewiesen wurde, dass es sich um ein „experimentelles U-Boot handelt, das von keiner Aufsichtsbehörde genehmigt oder zertifiziert wurde und zu körperlichen Verletzungen, Behinderungen, emotionalen Traumata oder zum Tod führen könne“.
Ende Juni 2023 äußerten verschiedene Fachleute, dass der Druckkörper der Titan in vielerlei Hinsicht eine Fehlkonstruktion und „bodenloser Leichtsinn“ gewesen sei.

## Betreiber OceanGate
Konstruktion und Betrieb der Titan erfolgten durch das Unternehmen OceanGate Inc. mit Sitz in Everett, Washington, USA. Das Unternehmen wurde 2009 von Stockton Rush und Guillermo Söhnlein gegründet. Die Firma betrieb mehrere bemannte Klein-U-Boote für Industrie, Medien, Tourismus und Forschung. Speziell für große Tiefen entwickelte die Firma eigene Boote. Seit 2021 bot OceanGate mit der Titan Besuche des Schiffswracks der Titanic an. Im Jahr 2022 kostete eine Expedition zum Titanic-Schiffswrack 250.000 US-Dollar pro Person.
Neben der Titan betrieb oder plante das Unternehmen noch weitere Tauchboote:
- Antipodes (305 m max. Tauchtiefe)
- Cyclops 1 (500 m max. Tauchtiefe)
- Cyclops 3 (geplant, 6000 m max. Tauchtiefe)
- Cyclops 4 (geplant, 6000 m max. Tauchtiefe)

Drei Wochen nach dem Verlust des Tauchbootes Titan stellte OceanGate Inc. im Juli 2023 sein Geschäft bis auf Weiteres ein und setzte alle Erkundungsreisen sowie den generellen Geschäftsbetrieb aus.

## Dokumentation
- Titan – Todesfahrt zur Titanic. In: ZDF, Terra X, 2025 (44 Min.).
- Titan – Die OceanGate-Katastrophe In: Netflix, 2025 (111 Min.).